# Spermacoce aurantiseta
Spermacoce aurantiseta är en måreväxtart som beskrevs av Harwood. Spermacoce aurantiseta ingår i släktet Spermacoce och familjen måreväxter. Inga underarter finns listade i Catalogue of Life.